# Fiat 500X
La Fiat 500X est un modèle de crossover du constructeur automobile italien Fiat. Lancé en 2014, elle repose sur la plateforme technique du Jeep Renegade.

## Présentation

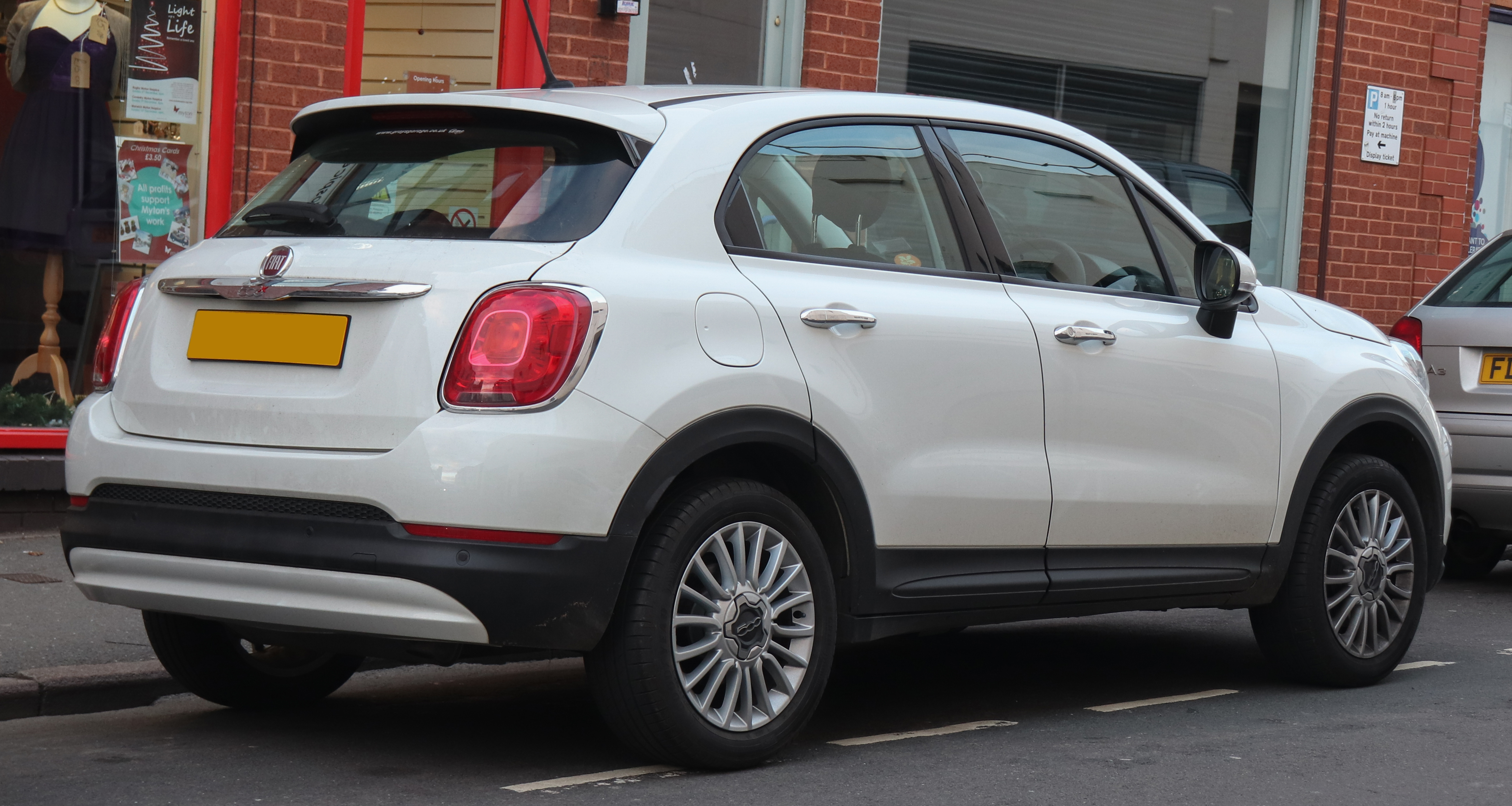
Fiat 500X, arrière

Ce crossover compact est présenté le 2 octobre 2014 au Mondial de l'automobile de Paris.

### Phase 2
En 2018, le 500X est restylé et reçoit de nouvelles optiques à LED en remplacement des phares xénon, inspirées de la nouvelle Fiat 500 et du Fiat 124 Spider. Ses feux arrière intègrent un insert couleur carrosserie au centre.
Dès 2021, Fiat complète la gamme d'une version découvrable façon 500C, le 500X Dolcevita.

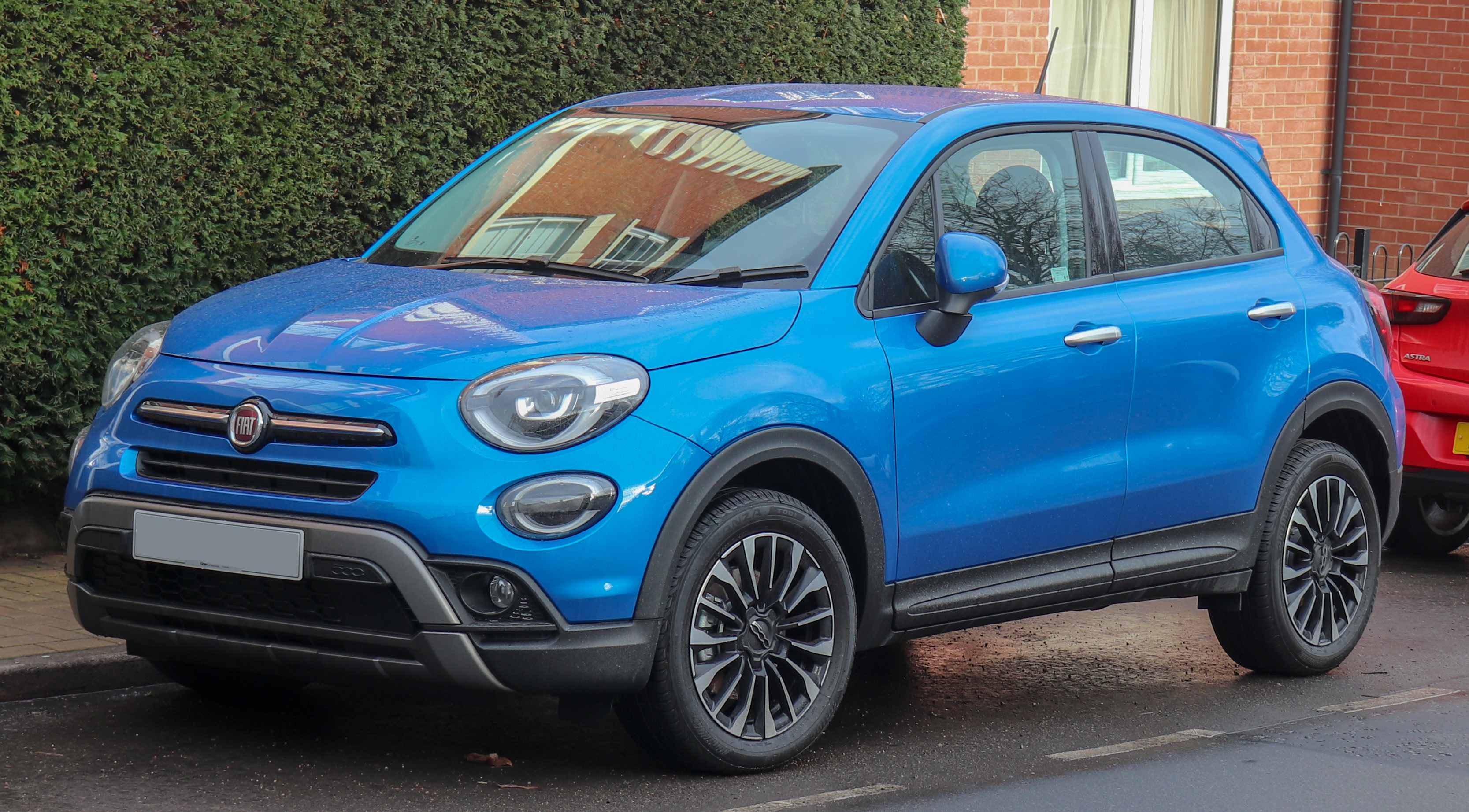
Fiat 500X phase 2

### Phase 3
Le 500X reçoit un second restylage fin janvier 2022. Très léger, ce restylage est notamment marqué par l'adoption du logo 500 à l'avant et du nouveau logo Fiat à l'arrière, à l'image de la Fiat 500 électrique.
En février 2022, le 500X reçoit un nouveau moteur 1.5 essence de 130 ch, désormais associé à un bloc électrique, permettant au petit SUV de proposer une version hybride. Il s'agit d'un bloc électrique 48 Volts d'une puissance de 15 kW. Contrairement aux 500 et Panda, il ne s'agit pas d'une micro-hybridation. Ce moteur possède un couple de 240 N m maximum. Il est associé à une boîte de vitesses à double embrayage (7 rapports).

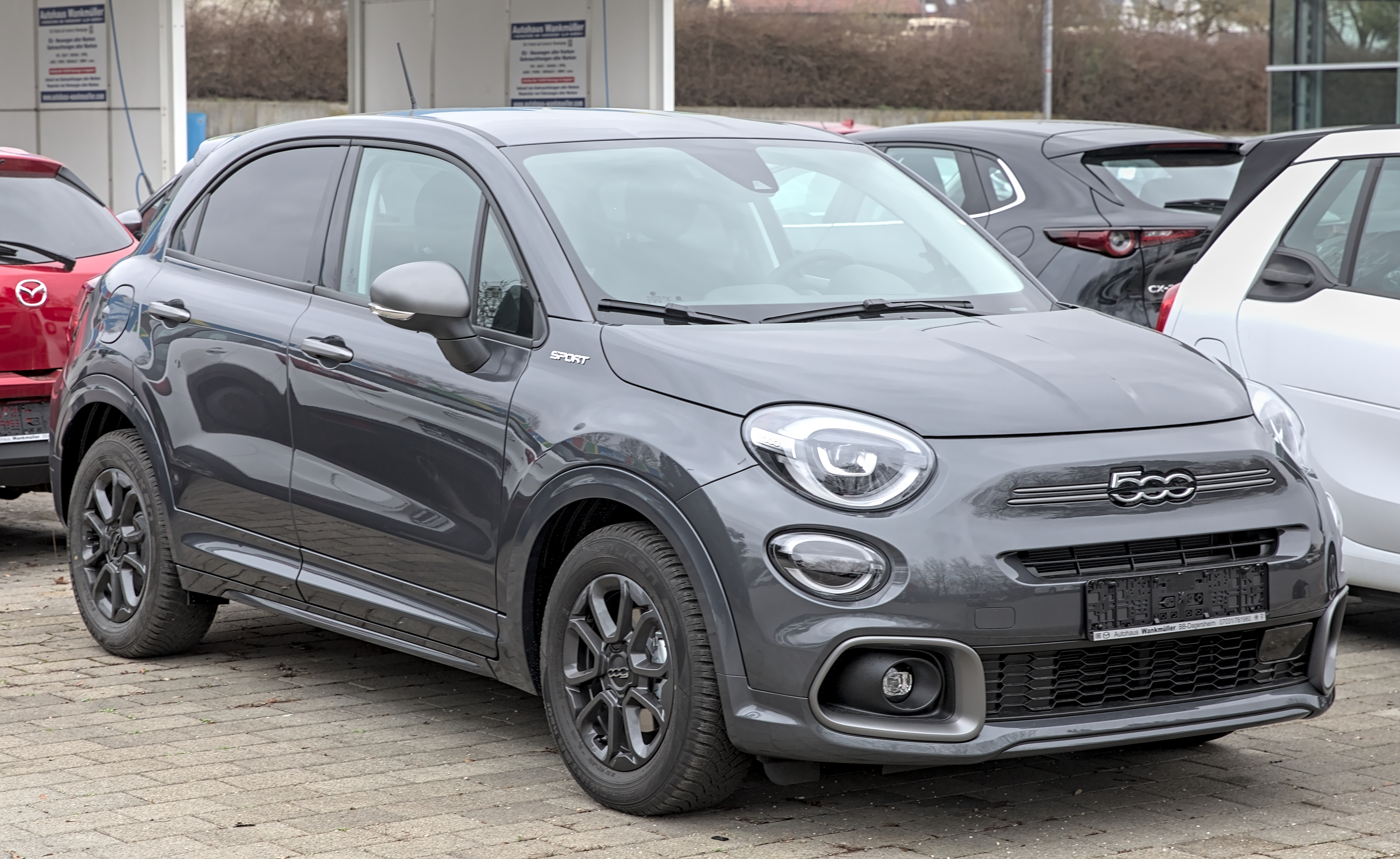
Fiat 500X phase 3

## Caractéristiques techniques
C'est un véhicule tout terrain compact SUV jumeau du nouveau Jeep Renegade lancé lors du Salon de l'automobile de Genève en mars 2014 avec qui il partage sa ligne de production dans l'usine Fiat Melfi, dans le sud de l'Italie, usine ultramoderne qui a été construite pour la Fiat Grande Punto et réaménagée pour cette nouvelle série de véhicules.
Il repose sur la plateforme Small Wide Global Modular Architecture V2.0.
Le Fiat 500X est disponible en deux versions de vocations différentes : l'une plutôt citadine, l'autre, au style plus baroudeur.
Doté de nombreuses motorisations essence et diesel, il est produit en trois configurations e transmission : 4x4 traditionnel, traction 4x2 et 4x2 Traction Plus, la spécificité Fiat pour les véhicules tout terrain.
Fiat propose également un large choix de boîtes de vitesses : boîte manuelle 5 ou 6 rapports, automatique à 9 rapports ou 6 rapports avec double embrayage, selon la version et la motorisation retenue par le client.
Commercialisé dès le début dans plus de 100 pays dans le monde, le 500X est doté de motorisations qui peuvent varier d'un pays à l'autre en fonction des législations locales. Dès son lancement, il reçoit le moteur essence Fiat Turbo MultiAir 1,4 litre développant 136, 140, 163 ou 170 ch. Lors du restylage de 2018, les 1.0L Firefly 120ch et 1.3L firefly 50 firent leur apparition.
En Diesel, les motorisations se déclinent en 1,3L de 95 ch, 1,6L MultiJet II de 120 ch ou 2,0L de 140, voir 150ch sur les dernières versions. Pour le marché sud américain, la phase I offre en alternative le 1,6 E-torQ de 110 ch pouvant fonctionner avec 5 carburants différents, ce moteur est également disponible en France sous l'appellation e-torq evo et peut accepter un fort pourcentage de bioethanol E85. En outre, le moteur 2,4L Multiair Tigershark de 184 ch est également proposé sur le marché US et Canada.
Toutes ces motorisations sont homologuées Euro 6. Le coffre à bagages offre un volume utile maximum de 350 litres (sans l'option roue de secours) avec un large accès.

### Sécurité
Le Fiat 500X dispose en série de 6 airbags (avant et latéraux) ainsi que le contrôle électronique de stabilité. Il offre, en option, le dispositif Lane Assist de guidage sur la voie de circulation et le Blind Spot Assist, un système qui supprime l'angle mort lors des dépassements. Certaines versions sont équipées d'une caméra de recul qui peut être ajoutée en option sur les versions d'entrée de gamme. Certains modèles sont dotés du système de sécurité active anti-collision, une exclusivité Fiat : le City Brake Control. Ce système breveté par Fiat est également opérationnel sur les modèles Fiat 500L et Fiat Panda III qui ont reçu le prix Euro NCAP "Advanced" pour la sécurité.

## Finitions
- Club
- City Cross
- Cross
- Lounge
- Sport[8]

Anciennes finitions
- 500X (base)
- Pop
- Popstar
- Lounge
- Club
- Cross
- Cross+
- Urban Rock

### Séries spéciales
- Live Edizione
- Rosso Amore Edizione
- S-Design
- 120th Anniversary
- Ballon d'Or[9]

- Connect Edition[10]
- Yachting[11], en partenariat avec le Yacht Club de Capri
- RED

## Production et ventes
| Année | Production | Ventes Europe, | Ventes Italie | Ventes France | Ventes USA | Ventes Canada |
| ----- | ---------- | -------------- | ------------- | ------------- | ---------- | ------------- |
| 2014  | 4 157      | 135            |               |               |            |               |
| 2015  | 126 732    | 74 262         | 32 579        | 11 644        | 9 463      | 609           |
| 2016  | 115 806    | 104 931        | 46 233        | 8 353         | 12 599     | 766           |
| 2017  | 100 958    | 90 049         | 45 789        | 13 060        | 7 665      | 856           |
| 2018  | 113 772    | 94 960         | 49 931        | 15 055        | 5 223      | 79            |
| 2019  | 87 790     | 89 361         | 42 554,       | 16 183        | 2 519      | 50            |
| 2020  | 119 422    | 58 853         | 31 831        | 7 325         | 1 443      | 35            |
| 2021  |            | 53 826         | 31 982        | 5 946         | 1 181      |               |
| 2022  |            | 30 967         | 22 244        |               |            |               |